# La mia storia...in privato
La mia storia...in privato è il diciassettesimo album di Cristiano Malgioglio pubblicato nel 2004 dall'etichetta SAAR.
La mia storia...in privato esce a ridosso della partecipazione al programma pomeridiano di Raiuno Casa Raiuno, nel quale Cristiano Malgioglio partecipa in qualità di ospite fisso e opinionista. Proprio grazie a questo l'album gode di buona visibilità e promozione all'interno del programma stesso.
Si tratta del primo album che ritrae Cristiano Malgioglio (in copertina e nelle foto del booklet del CD) col famoso "ciuffo bianco", look che lo contraddistingue ancora oggi.
Nel disco ci sono brani inediti come Non avrai, cover di brani celebri come Penso a te di Mogol-Lucio Battisti, In private dei Pet Shop Boys e alcune nuove versioni in spagnolo di suoi successi come Clown, Agua dulce agua salà, Tristes momentos e Carino mio, amiga mia, quest'ultima portata al successo da Ornella Vanoni nel 1980 (col titolo Amico mio, amore mio). Ci sono anche dei duetti con Aldo Tagliapietra, Mario Merola e il tenore Pietro Ballo, che aveva già collaborato con Malgioglio. Mentre Non vivo senza te è la versione italiana del brano When Your Heart Is Weak portato al successo dai Cock Robin nel 1985 nell'album Cock Robin.

## Tracce
1. Non vivo senza te (When Your Heart Is Weak) (Peter Kingsbery) (testo italiano di C. Malgioglio)
2. Avventuriero (C. Malgioglio, Corrado Castellari)
3. Penso a te (Mogol, Lucio Battisti)
4. Non ti scordar di me (C. Malgioglio, Sullivan, Paulo)
5. Sento che mi senti che ti sento (C. Malgioglio, N. Tennant, C. Lowe, Danielsen)
6. Occhio al porto (C. Malgioglio, C. Castellari)
7. I ragazzi napoletani (C. Malgioglio, C. Castellari)
8. Futtetenne (C. Malgioglio, Erasmo Carlos, Roberto Carlos Braga)
9. Notte romantica (C. Malgioglio, Aldo Tagliapietra)
10. Agua dulce agua salà (E. Salgano, D. Proveda, H. Batt)
11. Alumbrame (spanish version) (C. Malgioglio, Danielsen)
12. Non avrai (C. Malgioglio, P. Leon, Danielsen)
13. Carino mio, amiga mia (C. Malgioglio, C. Castellari)
14. Tristes momentos (R. Livi)
15. En privado (spanish version) (C. Malgioglio, Neil Tennant, Chris Lowe)
16. Clown (spanish version) (C. Malgioglio, C. Castellari)